# سعيد بن عبد العزيز الحلبي
سعيد بن عبد العزيز الحلبي أحد رواة الحديث النبوي ، كان من طبقة أبو داوود والنسائي وابن أبي الدنيا وأبو حاتم الرازي ، سمع الحديث من مؤمل بن إيهاب الرملي  ، وروى عنه ابن السكن ومحمد بن داود الدينوري الدقي .